# Мозырь (Калининградская область)
Мо́зырь (до 1946 года — Кляйн Гни (нем. Klein Gnie)) — посёлок в Правдинском районе Калининградской области. Административный центр Мозырьского сельского поселения. Население — 449 чел. (2010).

## География
Мозырь расположен в 45 км от Правдинска и в 97 км от Калининграда. Через посёлок проходит автомобильная дорога республиканского значения и железнодорожная ветка Черняховск—Железнодорожный. В настоящее время движение по ней закрыто. Рядом с посёлком в реку Путиловку впадает левобережный приток — река Ясенка.

## История
Поселение относится к исторической области Восточной Пруссии именем Бартия. Первое документальное упоминание о Кляйн Гни относится к 1567 году. 

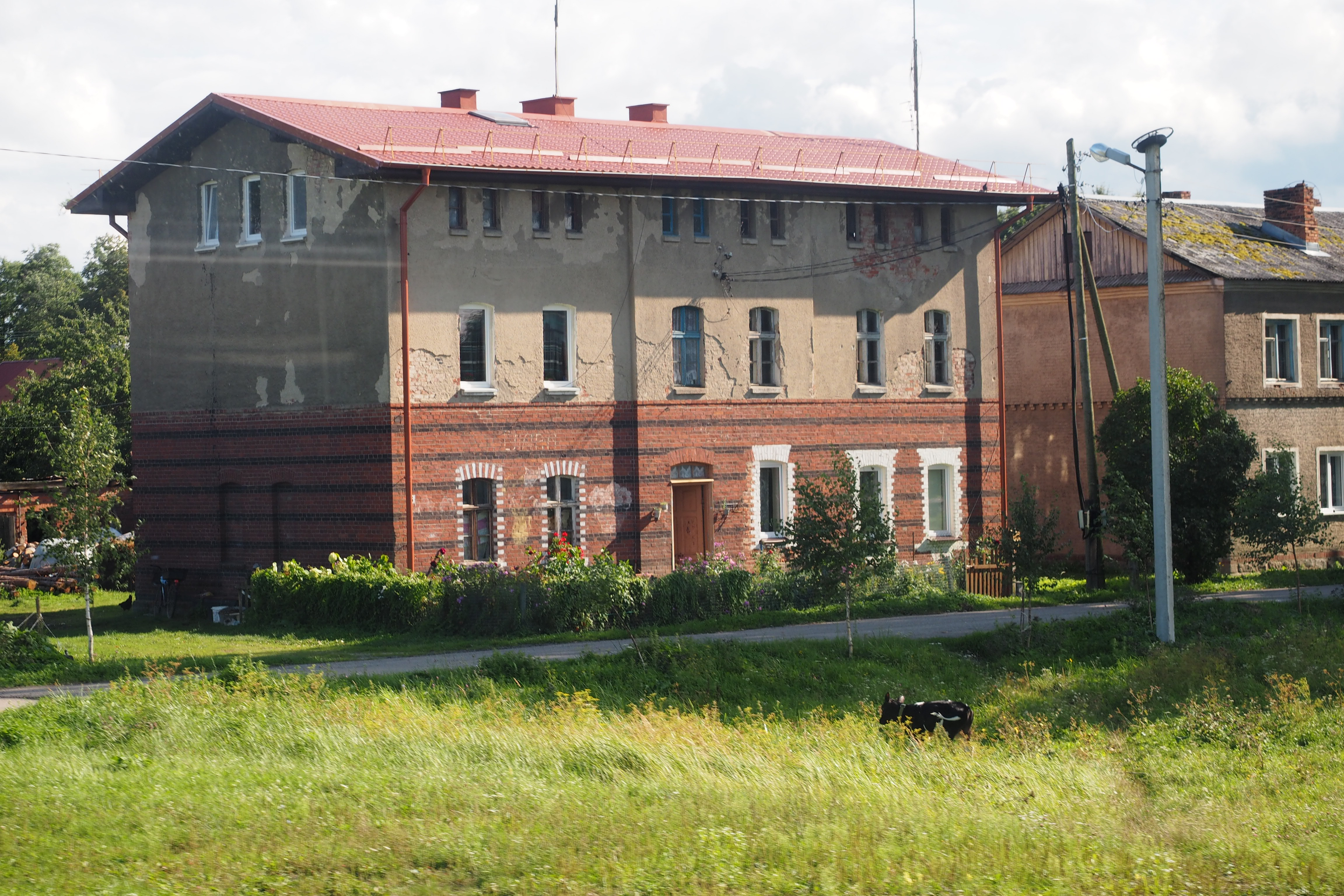
Жилой дом в посёлке Мозырь

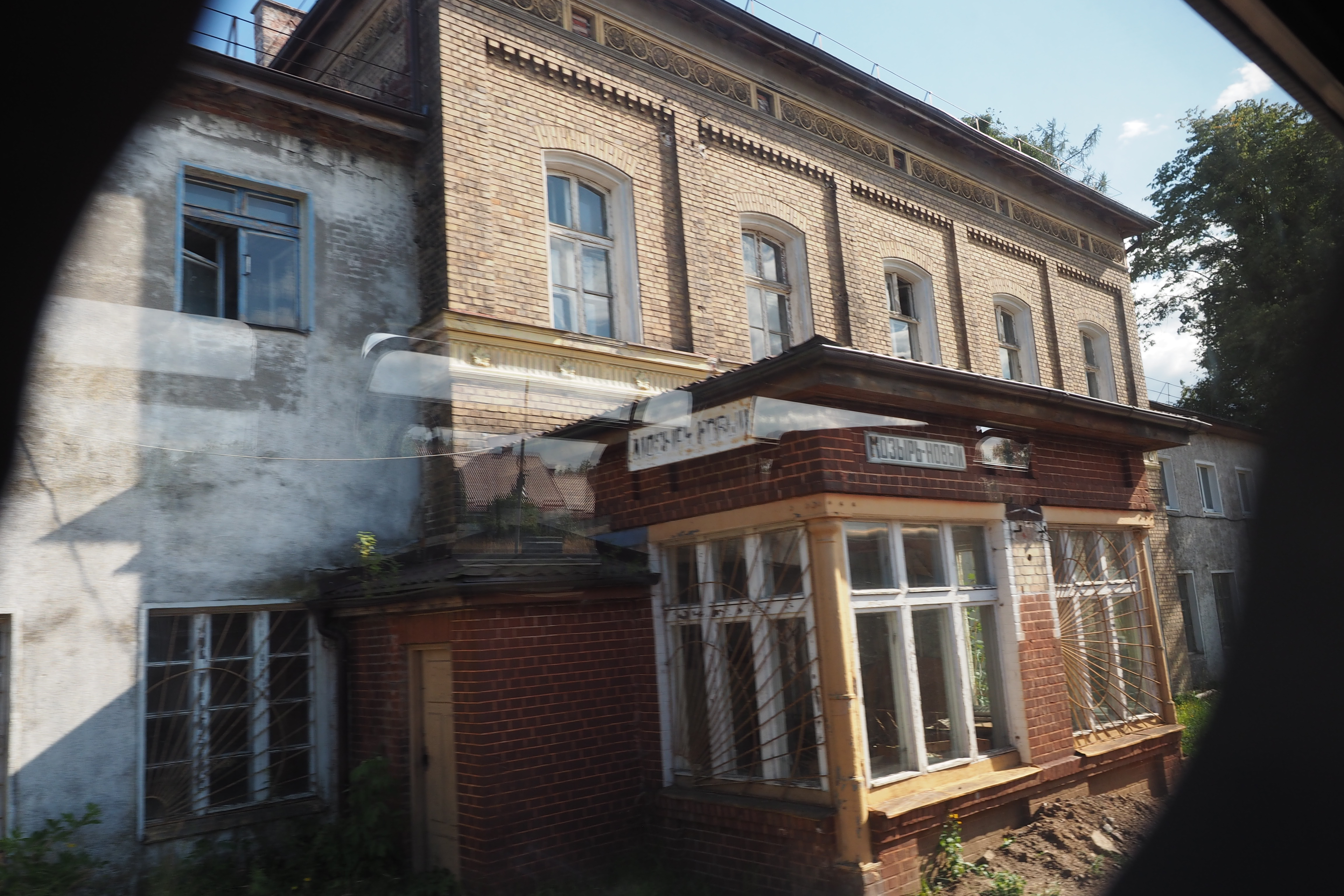
Заброшенный железнодорожный вокзал Мозырь-Новый

В 1871 году в посёлке был открыт железнодорожный вокзал Мозырь-Новый (Q116452056) на линии Инстербург (ныне Черняховск)—Гердауен (ныне Железнодорожный). В 1901 году было построено здание кирхи в неоготическом стиле. В посёлке перед Второй мировой войной имелись кирпичный завод, кузница, мельница, школа, гостиница.
По итогам Второй мировой войны Кляйн Гни вошёл в состав СССР. В 1946 году переименован в Мозырь.

## Население
| 1910 | 1939  | 2002 | 2010 |
| ---- | ----- | ---- | ---- |
| 732  | ↗1014 | ↘540 | ↘449 |

## Образование, культура и спорт
В посёлке находится средняя школа, культурно-досуговый центр, библиотека, детский сад.

## Достопримечательности
- Кирха.
- Парк.
- Братская могила советских воинов, погибших в 1945 году.

## Этимология названия
Новое название дано по прежнему местожительству работников из Белоруссии, которые приехали отстраивать послевоенную Калининградскую область из крупного промышленного центра и самого большого белорусского речного порта города Мозыря.